# Педро Паскаль
Хосе Педро Балмаседа Паскаль (ісп. José Pedro Balmaceda Pascal, 2 квітня 1975, Сантьяго) — американський актор чилійського походження. Відомий своєю роллю принца Оберина Мартела в четвертому сезоні «Гри престолів», Хав'єра Пеньї в серіалі «Нарко» та космічного мисливця на голови Мандалорця у всесвіті «Зоряних війн». Дворазовий лауреат вебпремії «Gold Derby» (2014, 2019) і премії «CinEuphoria» (2020) — за роль у серіалі «Гра престолів».

## Раннє життя
Паскаль народився в Сантьяго, Чилі. Бувши прихильниками та родичами Сальвадора Альєнде, його батьки брали участь в опозиційному русі проти військової диктатури Августо Піночета. Мати була двоюрідною сестрою Андреса Альєнде, племінника Сальвадора Альєнде. Тому незабаром після його народження сім'я отримала політичний прихисток у Данії. Своє дитинство провів в окрузі Оріндж, Каліфорнія, та в Сан-Антоніо, Техас. Спочатку Паскаль займався плаванням (одинадцятирічним хлопцем навіть брав участь у чемпіонаті штату з плавання в Техасі), але покинув це своє захоплення, тільки-но вступивши до театрального гуртка. Вивчав акторську майстерність у Школі мистецтв округу Орендж та Школі мистецтв Тіша. Протягом більше ніж двадцяти років живе в Нью-Йорку.

## Кар'єра
Паскаль з'являвся у декількох телевізійних серіалах, як от: «Баффі — переможниця вампірів», «Гарна дружина», «Батьківщина», «Менталіст» та «Грейсленд». Також виконав роль викрадача Реггі в серіалі «Закон і порядок: Кримінальний намір» (епізод «Плакуча верба»). 2013 року зіграв роль Оберина Мартелла у четвертому сезоні «Гри престолів». Як стверджував сам Паскаль, він зараховував себе до великих фанатів «Гри престолів» ще до того, як його запросили до акторського складу, тому відразу ж погодився. У 2015 році виконав роль агента Управління боротьби з наркотиками Хав'єра Пеньї у серіалі «Нарки». Цього ж року з'явився й у фільмі «Кровоссальні покидьки», де зіграв роль вампіра Макса.
Паскаль має величезний театральний досвід (як актор та режисер). За роль у постановці «Сироти» від Міжнародного міського театру, актор отримав премію «Los Angeles Drama Critics Circle Awards» та премію «Garland Award». Виконував як сучасні, так і класичні твори. Грав у «позабродвейському» театрі, зокрема у таких постановках: «Клен та виноградна лоза» Джордана Гаррісона, «Батькова краса» Ніло Круза, «Засновано на абсолютно правдивій історії» Роберто Агірре-Сакаса, «Пісок» Тріста Белдвіна, «Стара комедія» Девіда Грінспена, «Деякі чоловіки» Терренсе МакНеллі та постановці «Макбета» (2006; у відкритому театрі на території Центрального парку Нью-Йорка). Член нью-йоркського театрального колективу «LAByrinth Theater Company».
У квітні 2015 року Паскаль разом із Гайді Клум знявся у кліпі «Fire Meet Gasoline» австралійської співачки Сіа.
У 2017 році він знявся в ролі агента Віскі у фільмі Метью Вона «Кінгсман: Золоте кільце» та найманця Перо Товара у фільмі «Велика стіна».
2018 року Паскаль знявся у ролі Дейва Йорка, головного антагоніста у трилері-сиквелі «Праведник 2» з Дензелом Вашингтоном у головній ролі.
З 2019 року Паскаль виконує головну роль у «Мандалорці», першому телевізійному серіалі франшизи «Зоряних війн», який дебютував на Disney+. Того ж року він зіграв роль Франциско «Сома» Моралеса у драмі про пограбування «Потрійний кордон» від Netflix. Він зіграв Максвелла Лорда у фільмі розширеного всесвіту DC «Диво-жінка 1984», знятому режисером Петті Дженкінс. Після затримок через пандемію COVID-19 фільм вийшов на екрани кінотеатрів та HBO Max 25 грудня 2020 року.
У лютому 2021 року Паскаль отримав роль у фільмі Джадда Апатоу «Бульбашка». Прем'єра фільму відбулася на Netflix 1 квітня 2022 року. Паскаль знявся разом з Ніколасом Кейджем у комедії «Нестерпна тяжкість величезного таланту», прем'єра якої відбулася у квітні на SXSW 2022.
У лютому 2021 року Паскаль отримав головну роль Джоела Міллера для екранізації «Останніх з нас» на HBO. За повідомленнями, Паскаль отримував 600 000 доларів за серію.
У листопаді 2022 року він отримав роль у фільмі «Чудернацькі казки», режисерами якого стали Анна Боден і Раян Флек. У квітні 2023 року його додали до акторського складу фільму Ітана Коена «Красуні в бігах».

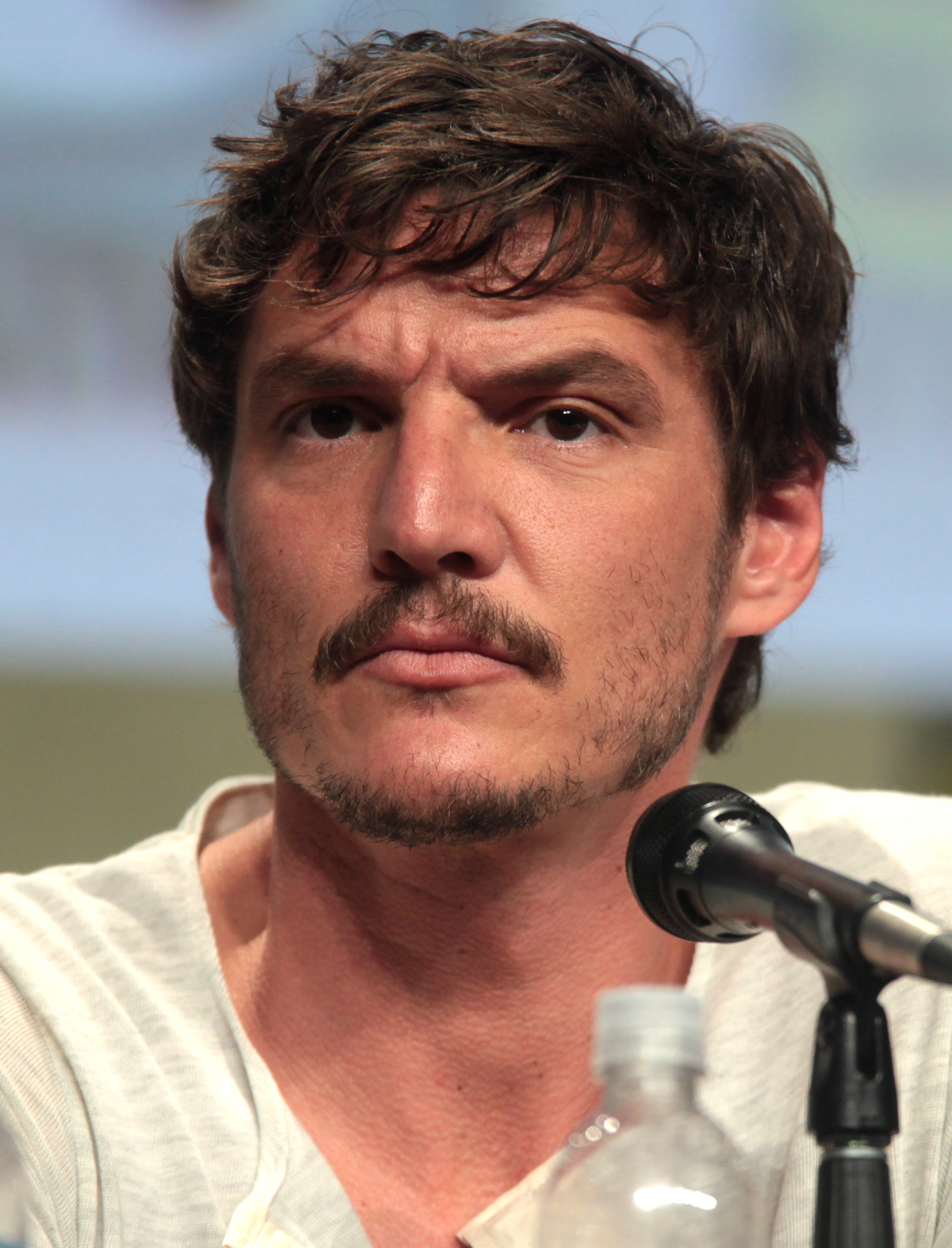
Паскаль на фестивалі коміксів у Сан-Дієго у 2014 році

У травні 2023 року Паскаль отримав роль у майбутньому сиквелі фільму «Гладіатор».

## Особисте життя
Рідна мова Паскаля — чилійська іспанська, вільно володіє англійською. Підтримує близьку дружбу із Ліною Гіді, з якою разом знімався у «Грі престолів» (роль Серсі Ланністер).
Паскаль активно підтримує ЛГБТК+ спільноту, зокрема, через публікації у своєму інстаграм-акаунті. Також він підтримує свою сестру, трансгендерну жінку Люкс Паскаль.
Крім цього, актор публікує дописи в підтримку феміністичних акцій і права жінок на аборти.

## Підтримка України і скандал
28 лютого 2025 у Instagram виклав сторіс з підтримкою України та підтримав Володимира Зеленського у суперечці з Трампом. Він опублікував тематичний допис у сториз в Instagram: “У мужності є ім’я – Україна”.
У липні цього року зізнався що читає Достоєвського і Булгакова що виклав обурення українських фанатів .

## Фільмографія

### Кінофільми
| Рік  | Назва                                  | Оригінальна назва                       | Роль                         |
| ---- | -------------------------------------- | --------------------------------------- | ---------------------------- |
| 2005 | Сестри                                 | Hermanas                                | Стів                         |
| 2008 | Я та сама дівчина                      | I Am That Girl                          | Ноа                          |
| 2011 | Змінюючи реальність                    | The Adjustment Bureau                   | Пол де Санто                 |
| 2015 | Кровосмоктальні покидьки               | Bloodsucking Bastards                   | Макс                         |
| 2015 | Солодощі                               | Sweets                                  | Твін Пітер                   |
| 2016 | Великий мур                            | The Great Wall                          | Перо Товар                   |
| 2017 | Kingsman: Золоте кільце                | Kingsman: The Golden Circle             | Джек Деніелс / агент «Віскі» |
| 2018 | Перспектива                            | Prospect                                | Езра                         |
| 2018 | Праведник 2                            | The Equalizer 2                         | Дейв Йорк                    |
| 2018 | Якби Біл-стріт могла заговорити        | If Beale Street Could Talk              | П'єтро Альварес              |
| 2019 | Потрійний кордон                       | Triple Frontier                         | Франциско Моралес            |
| 2020 | Диво-жінка 1984                        | Wonder Woman 1984                       | Максвелл Лорд                |
| 2020 | Ми можемо бути героями                 | We Can Be Heroes                        | Маркус Морено                |
| 2022 | Нестерпна тяжкість величезного таланту | The Unbearable Weight of Massive Talent | Хаві                         |
| 2022 | У бульбашці                            | The Bubble                              | Дітер Браво                  |
| 2023 | Дивний спосіб життя                    | Strange Way of Life                     | Сільва                       |
| 2024 | Дивні казки                            | Freaky Tales                            | Клінт                        |
| 2024 | Лялі їдуть далі                        | Drive-Away Dolls                        | Сантос                       |
| 2024 | Дикий робот                            | The Wild Robot                          | Фінк (озвучення)             |
| 2024 | Гладіатор 2                            | Gladiator 2                             | Маркус Акаціус               |
| 2025 | Еддінгтон                              | Eddington                               | Тед Гарсія                   |
| 2025 | Матеріалісти                           | Materialists                            | Гаррі Кастілло               |
| 2025 | Фантастична четвірка                   | The Fantastic Four                      | Рід Річардс                  |
| 2026 | Месники: Судний день                   | Avengers: Doomsday                      | Рід Річардс                  |
| 2026 | Мандалорець і Ґроґу                    | The Mandalorian & Grogu                 | Дін Джарін / Мандалорець     |

### Телебачення
| Рік       | Назва                               | Оригінальна назва                 | Роль                     | Примітки                            |
| --------- | ----------------------------------- | --------------------------------- | ------------------------ | ----------------------------------- |
| 1999      | Добро проти зла                     | Good vs. Evil                     | Грегор Н'ю               | Епізод: «Gee Your Hair Smells Evil» |
| 1999      | Даунтаун                            | Downtown                          | (голос)                  | Епізод: «Hot Spot»                  |
| 1999      | Факультет                           | Undressed                         | Грег                     | 3 епізоди                           |
| 1999      | Баффі — переможниця вампірів        | Buffy the Vampire Slayer          | Едді                     | Епізод: «The Freshman»              |
| 2000      | Дотик янгола                        | Touched by an Angel               | Ріккі                    | Епізод: «Stealing Hope»             |
| 2001      | Поліція Нью-Йорка                   | NYPD Blue                         | Шейн «Діо» Морріссі      | Епізод: «Oh Golly Goth»             |
| 2001      | Земля проти павука                  | Earth vs. the Spider              | гот                      | телефільм                           |
| 2006      | Закон і порядок: Кримінальний намір | Law & Order: Criminal Intent      | Кевін «Кіп» Грін         | Епізод: «Weeping Willow»            |
| 2006      | Без сліду                           | Without a Trace                   | Кайл Вілсон              | Епізод: «Candy»                     |
| 2008      | Закон і порядок                     | Law & Order                       | Тіто Кабасса             | Епізод: «Tango»                     |
| 2009      | Закон і порядок: Злочинні наміри    | Law & Order: Criminal Intent      | Реггі Лакмен             | Епізод: «The Glory That Was…»       |
| 2009-2011 | Гарна дружина                       | The Good Wife                     | Натан Лендрі             | 6 епізодів                          |
| 2010      | Медсестра Джекі                     | Nurse Jackie                      | Стів                     | Епізод: «Twitter»                   |
| 2011      | Гасіть світло                       | Lights Outv                       | Омар Ассаріан            | 4 епізоди                           |
| 2011      | Брати і сестри                      | Brothers and Sisters              | Зак Веллісон             | 2 епізоди                           |
| 2011      | Закон і порядок: Спеціальний корпус | Law & Order: Special Victims Unit | агент Крір               | Епізод: «Smoked»x                   |
| 2011      | Янголи Чарлі                        | Charlie's Angels                  | Фредерік Мерсер          | Епізод: «Angels in Paradise»        |
| 2011      | Диво-жінка                          | Wonder Woman                      | Ед Інделікато            | Невипущений пілот                   |
| 2011      | Чорна мітка: Падіння Сема Екса      | Burn Notice: The Fall of Sam Axe  | Комендант Веракруз       | телефільм                           |
| 2012      | Тіло як доказ                       | Body of Proof                     | Зак Гоффман              | Епізод: «Falling for You»           |
| 2012      | CSI: Місце злочину                  | CSI: Crime Scene Investigation    | Кайл Гартлі              | Епізод: «Malice in Wonderland»      |
| 2013      | Нікіта                              | Nikita                            | Ліам                     | Епізод: «Aftermath»                 |
| 2013      | Червона вдова                       | Red Widow                         | Джей Кастійо             | 4 епізоди                           |
| 2013      | Грейсленд                           | Graceland                         | Хуан Бадійо              | 9 епізодів                          |
| 2013      | Батьківщина                         | Homeland                          | Девід Портійо            | Епізод: «Tin Man Is Down»           |
| 2013      | Шостий ствол                        | The Sixth Gun                     | Спеціальний агент Ортега | пілотна серія                       |
| 2014      | Менталіст                           | The Mentalist                     | Маркус Пайк              | 7 епізодів                          |
| 2014      | Гра престолів                       | Game of Thrones                   | Оберин Мартелл           | 4-й сезон                           |
| 2015-2017 | Наркоc                              | Narcos                            | Хав'єр Пенья             | 30 епізодів                         |
| 2019-2023 | Мандалорець                         | The Mandalorian                   | Мандалорець              | 24 епізоди                          |
| 2020      | Спільнота                           | Community                         | містер Стоун             | Епізод: «Community Table Read»      |
| 2021      | Дзвінки                             | Calls                             | Педро (голос)            | Епізод: «Pedro Across the Street»   |
| 2022      | Книга Боби Фетта                    | The Book of Boba Fett             | Мандалорець              | 3 епізоди                           |
| 2023-2025 | Останні з нас                       | The Last of Us                    | Джоел Міллер             | 13 епізодів                         |

### Відеоігри
| Рік  | Назва        | Роль  |
| ---- | ------------ | ----- |
| 2016 | Dishonored 2 | Паоло |